# Subligny (Yonne)
 Subligny  es una comuna y población de Francia, en la región de Borgoña, departamento de Yonne, en el distrito de Sens y cantón de Sens Oeste.
Su población en el censo de 1999 era de 478 habitantes.
Está integrada en la Communauté de communes du Gâtinais en Bourgogne.

## Demografía
| 316 | 301 | 325 | 385 | 433 | 478 |
| Para los censos de 1962 a 1999 la población legal corresponde a la población sin duplicidades (Fuente: INSEE [Consultar]) |     |     |     |     |     |